# Johannes Niederer (Politiker)
Johannes Niederer (* 11. April 1819 in Walzenhausen; † 15. Januar 1896 in Rehetobel; heimatberechtigt in Walzenhausen) war ein Schweizer Arzt und Politiker aus dem Kanton Appenzell Ausserrhoden.

## Leben
Johannes Niederer war der Sohn des Bartholome Niederer, Bauer, und der Anna Katharina Künzler. Er ehelichte Anna Tobler, Tochter des Bartholome, Gemeindehauptmann. 
Niederer besuchte zunächst die Erziehungs- und Waisenanstalt Schurtanne in Trogen 1831 und später die Schule in St. Gallen. Er unterbrach seine Schulausbildung von 1837 bis 1839 aus gesundheitlichen Gründen. 1839 war Niederer als Aufseher in der privaten Irrenanstalt in Walzenhausen tätig. Er studierte danach von 1840 bis 1845 Medizin in Bern und Wien. Niederer erwarb 1845 den Doktor der Medizin in Speicher. Danach wirkte er circa 50 Jahre in Rehetobel als Arzt. Besondere Verdienste machte er sich in den Bereichen Lungenkrankheiten und Geburtshilfe.
Niederer amtierte von 1848 bis 1850 als Zweifacher Landrat und von 1850 bis 1858 als Gemeinderat in Rehetobel. Von 1851 bis 1873 war er Mitglied der kantonalen Sanitätskommission und wirkte da von 1868 bis 1873 auch als Präsident. Zudem war er von 1858 bis 1864 Mitglied des Kleinen Rats und des Kriminalgerichts von Appenzell Ausserrhoden. Niederer amtierte von 1864 bis 1868 als Oberrichter. 1847 war er als Militärarzt im Sonderbundskrieg tätig. 1859 war er Leiter des Militärspitals in Winterthur.
Er wirkte von 1850 bis 1854 als Vorstandsmitglied der Appenzellischen Gemeinnützigen Gesellschaft. Niederer gründete 1857 den Freiwilligen Männerkrankenverein Rehetobel. Er war politisch und sozial sehr aktiv und galt als Original. Es existieren zahlreiche Anekdoten über ihn.